# Westland Marathon 1984

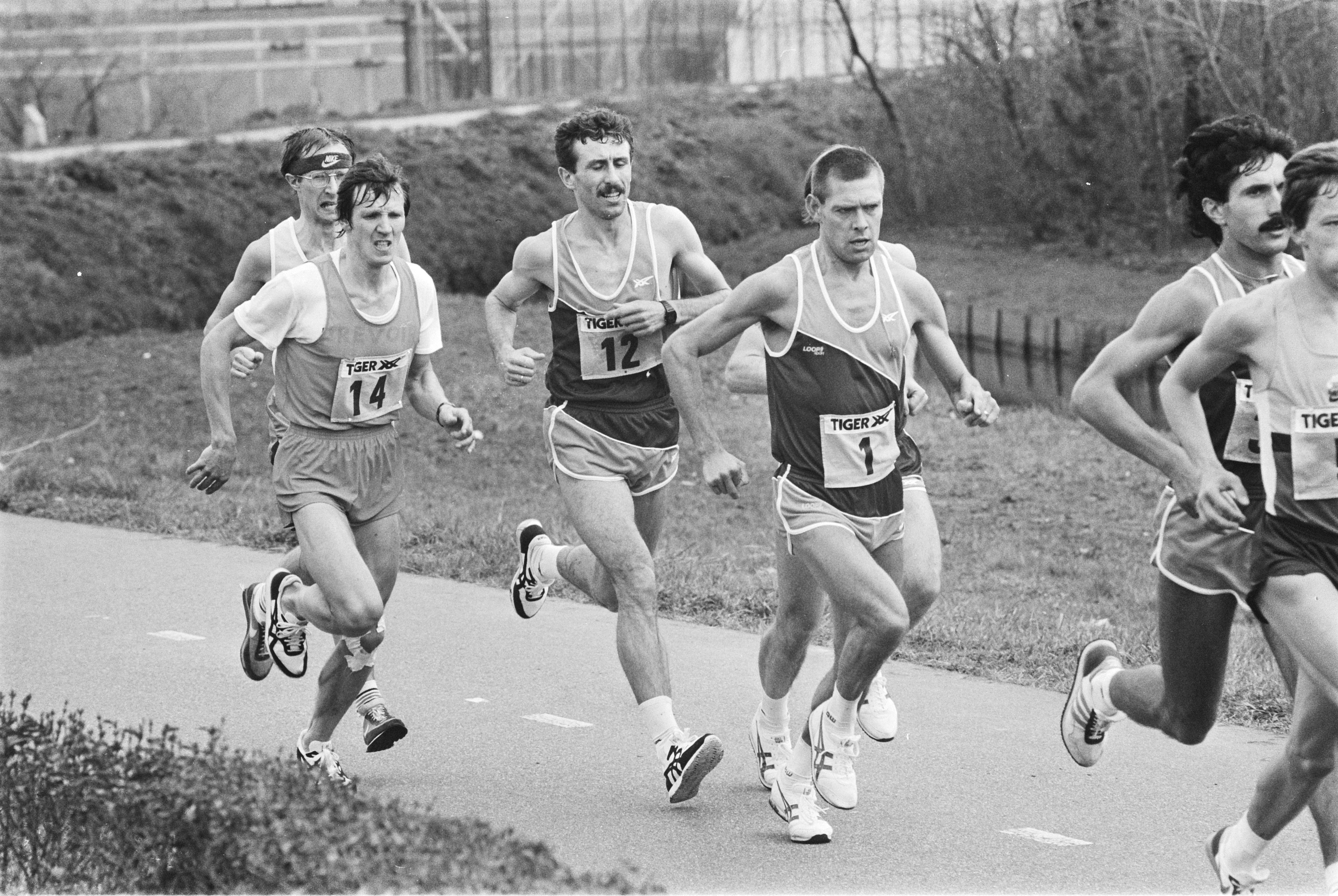
Cor Vriend (startnr. 1) op weg naar zijn eindoverwinning.

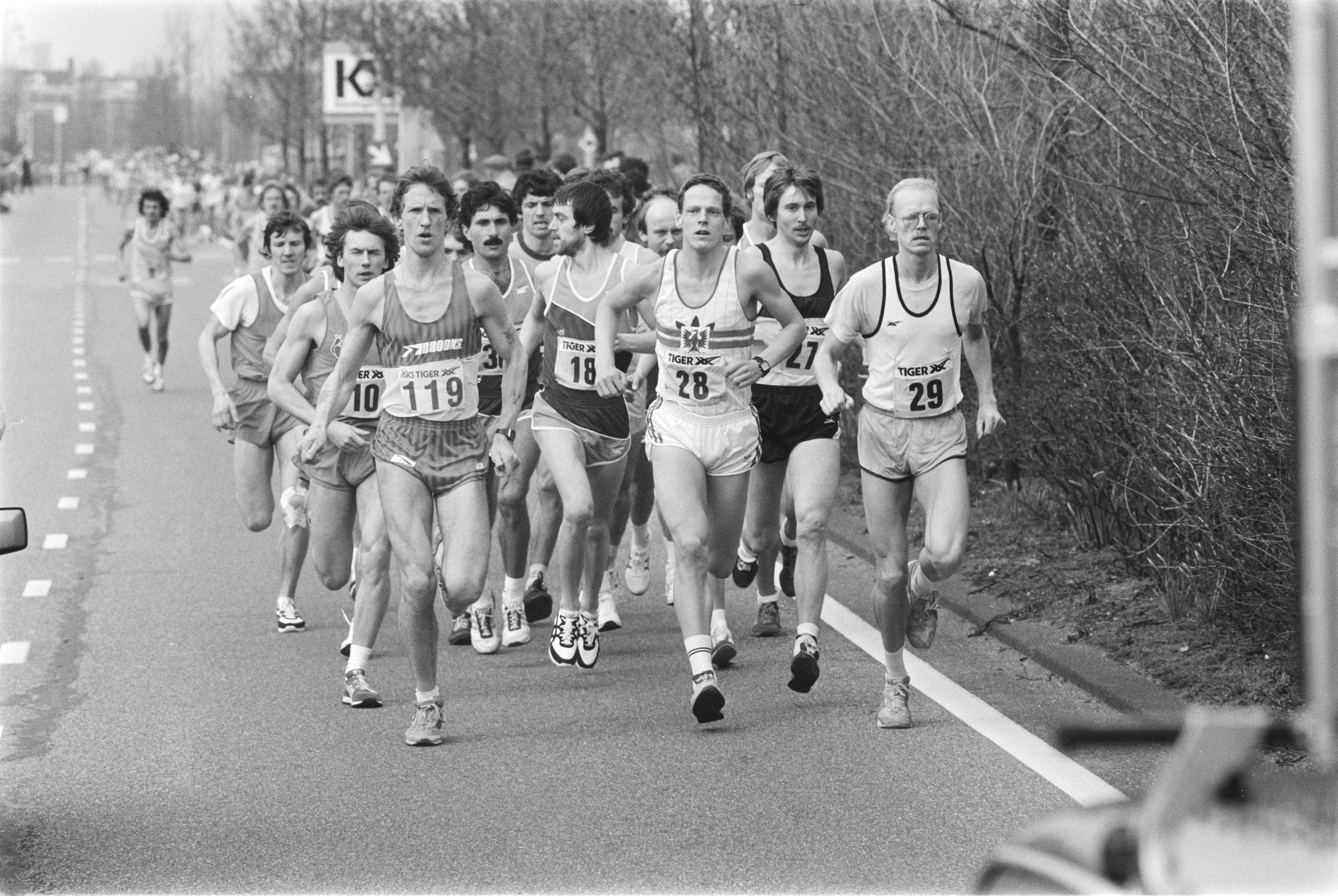
Kopgroep bij de Westland Marathon 1984.

De Westland Marathon 1984 werd gehouden op zaterdag 7 april 1984. Het was de vijftiende editie van deze marathon. Start en finish lagen in Maassluis.
De Nederlander Cor Vriend won deze wedstrijd voor de vierde achtereenvolgende keer. Ditmaal won hij in een parcoursrecord van 2:11.41. Zijn finishtijd was negen seconden sneller dan die van de Pool Ryszard Kopijasz, die tweede werd. De wedstrijd bij de vrouwen werd gewonnen door de Tsjecho-Slowaakse Jarmila Urbanova in 2:40.07.
In totaal finishten er 261 deelnemers, waarvan 250 mannen en 11 vrouwen.

## Uitslagen

### Mannen
| rang   | naam               | land | tijd    |
| ------ | ------------------ | ---- | ------- |
| Goud   | Cor Vriend         | NED  | 2:11.41 |
| Zilver | Ryszard Kopijasz   | POL  | 2:11.50 |
| Brons  | Rudi Verriet       | NED  | 2:12.41 |
| 4      | Henryk Lupa        | POL  | 2:12.49 |
| 5      | Tommy Persson      | SWE  | 2:13.25 |
| 6      | Richard Umberg     | SUI  | 2:13.37 |
| 7      | Jacques Valentin   | NED  | 2:13.45 |
| 8      | John Offord        | ENG  | 2:13.52 |
| 9      | Frantisek Visnicky | TCH  | 2:14.14 |
| 10     | Paul Campbell      | ENG  | 2:14.48 |
| 11     | André Hodicq       | FRA  | 2:16.08 |
| 12     | Paul Pieters       | BEL  | 2:16.16 |
| 13     | Lucien Rottiers    | BEL  | 2:16.41 |
| 14     | Max Vanwersch      | NED  | 2:16.47 |
| 15     | Willem Zegers      | NED  | 2:16.55 |
| 16     | Jerzy Finster      | POL  | 2:17.02 |
| 17     | Juan Camacho       | BOL  | 2:17.49 |
| 18     | Wil Rindt          | NED  | 2:22.59 |
| 19     | Jan van Laarhoven  | NED  | 2:23.11 |
| 20     | Staf Spaepen       | BEL  | 2:23.42 |

### Vrouwen
| rang   | naam              | land | tijd    |
| ------ | ----------------- | ---- | ------- |
| Goud   | Jarmila Urbanova  | TCH  | 2:40.07 |
| Zilver | Anne Rindt        | NED  | 2:47.11 |
| Brons  | Pilatte Georgette | FRA  | 3:01.31 |

1969 ·
1970 ·
1971 ·
1972 ·
1973 ·
1974 ·
1975 ·
1976 ·
1977 ·
1978 ·
1979 ·
1980 ·
1981 ·
1982 ·
1983 ·
1984 ·
1985 ·
1986 ·
1987 ·
1988 ·
1989 ·
1990 ·
1991 ·
1992 ·
1993 ·
1994 ·
1995 ·
1996 ·
1997 ·
2014